# Virgin Racing
Virgin Racing est une écurie automobile britannique, propriété de Virgin Group, créée en 2009 après le rachat de Manor Grand Prix, émanation de l'écurie britannique Manor Motorsport pour s'engager au championnat du monde de Formule 1 2010.
Le 12 juin 2009, l'écurie est inscrite pour le championnat du monde de Formule 1 2010 sous le nom « Manor Grand Prix » et poursuit ses engagements dans les autres formules de course. Le 17 novembre 2009, Virgin Group, le sponsor principal de l'écurie, prend une participation dans le capital de l'écurie qui est rebaptisée et engagée en Formule 1 sous l'appellation « Virgin Racing ».
Fin 2010, Marussia Motors, commanditaire principal de l'écurie, acquiert environ 40 % du capital de l'équipe qui est alors engagée en championnat du monde sous le nom « Marussia Virgin Racing ». L'écurie s'engage en 2011 sous licence russe, devenant la seconde écurie de Formule 1 russe après Midland F1 Racing. Fin 2011, Marussia acquiert l'ensemble de l'équipe et, avec l'accord des autres écuries, la renomme Marussia F1 Team lors de son engagement en championnat du monde en 2012.
Depuis 2014, l'écurie Virgin court en Formule E, le championnat des monoplaces électriques, sous le nom Virgin Racing Formula E Team, puis DS Virgin Racing Formula E Team après accord en 2015 avec le constructeur DS. Entre 2018 et 2021, l'écurie est en partenariat avec Audi en tant que motoriste. En 2022, l'écurie Audi Sport ABT Schaeffler quitte la Formule E après 7 saisons mais reste motoriste de l'équipe, Envision Virgin Racing se renomme Envision Racing et perd tout lien avec Virgin, après le rachat de l'intégralité des parts par Envision Energy.

## Historique

### 1990-2009: Formule Renault et F3 Euro Series

Logo de Manor Motorsport

Manor est créée en 1990 par John Booth et s'engage principalement en Formule Renault et en Formule 3 Euro Series, une discipline fréquentée par de nombreux futurs pilotes de GP2, puis de Formule 1. L'équipe se révèle en 2000 grâce à Kimi Räikkönen qui remporte largement le championnat de Formule Renault avec Manor avant d'aller directement en F1. Un autre champion du monde, Lewis Hamilton, fait ses débuts chez Manor en Formule Renault, puis en Formule 3 Euro Series. L'équipe forme également Antônio Pizzonia, Lucas di Grassi ou Kazuki Nakajima.

### 2009: Inscription et préparation en F1

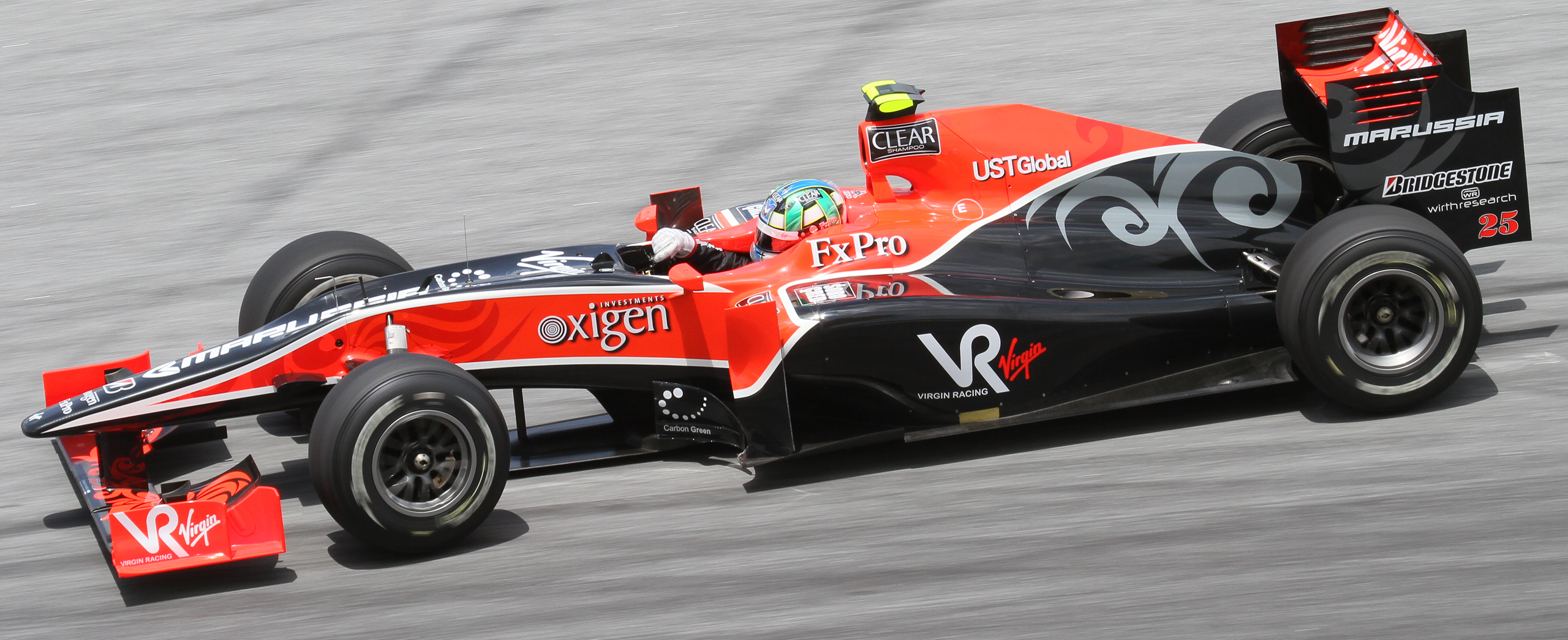
Lucas di Grassi à bord de la Virgin VR-01 en Malaisie

Au printemps 2009, la FIA lance un appel d'offres visant à accueillir de nouvelles équipes en championnat du monde de Formule 1. John Booth postule en s'associant avec Wirth Research, la société de Nick Wirth, qui est nommé directeur technique. Le 12 juin 2009, Manor est sélectionné et, courant décembre, LDC, filiale investissement de la banque britannique Lloyd's, entre dans le capital de l'écurie à hauteur de 15 millions d'euros,. Virgin Group possède 20 % de l'écurie. L'équipe est basée à Dinnington en Angleterre et à Bicester dans les locaux de Wirth Research. La voiture est la seule du plateau développée sans avoir recours à la soufflerie mais uniquement grâce à la mécanique des fluides numérique tandis que Cosworth fournit les moteurs.
Le pilote allemand Timo Glock est officialisé pour 2010 puis, le 15 décembre 2009, Lucas di Grassi est à son tour recruté alors qu'Alvaro Parente et Luiz Razia sont promus pilotes essayeurs. Le 17 novembre 2009, Virgin Group renomme l'écurie « Virgin Racing ».
Les commanditaires principaux de l'écurie sont le manufacturier de pneumatiques Bridgestone, Carbon Green, le shampooing Clear, CSC, FxPro, Kappa, Oxigen et le constructeur automobile russe Marussia Motors. Le 13 janvier 2010, Cosworth livre ses premiers moteurs Cosworth CA2010 à l'écurie. Le 11 janvier 2010, le team manager Alex Tai est remplacé par John Booth avant que la saison 2010 ne débute. La VR-01 est présentée le 3 février 2010 et effectue ses premiers essais à Silverstone le 5 février.

### 2010: Débuts difficiles en Formule 1

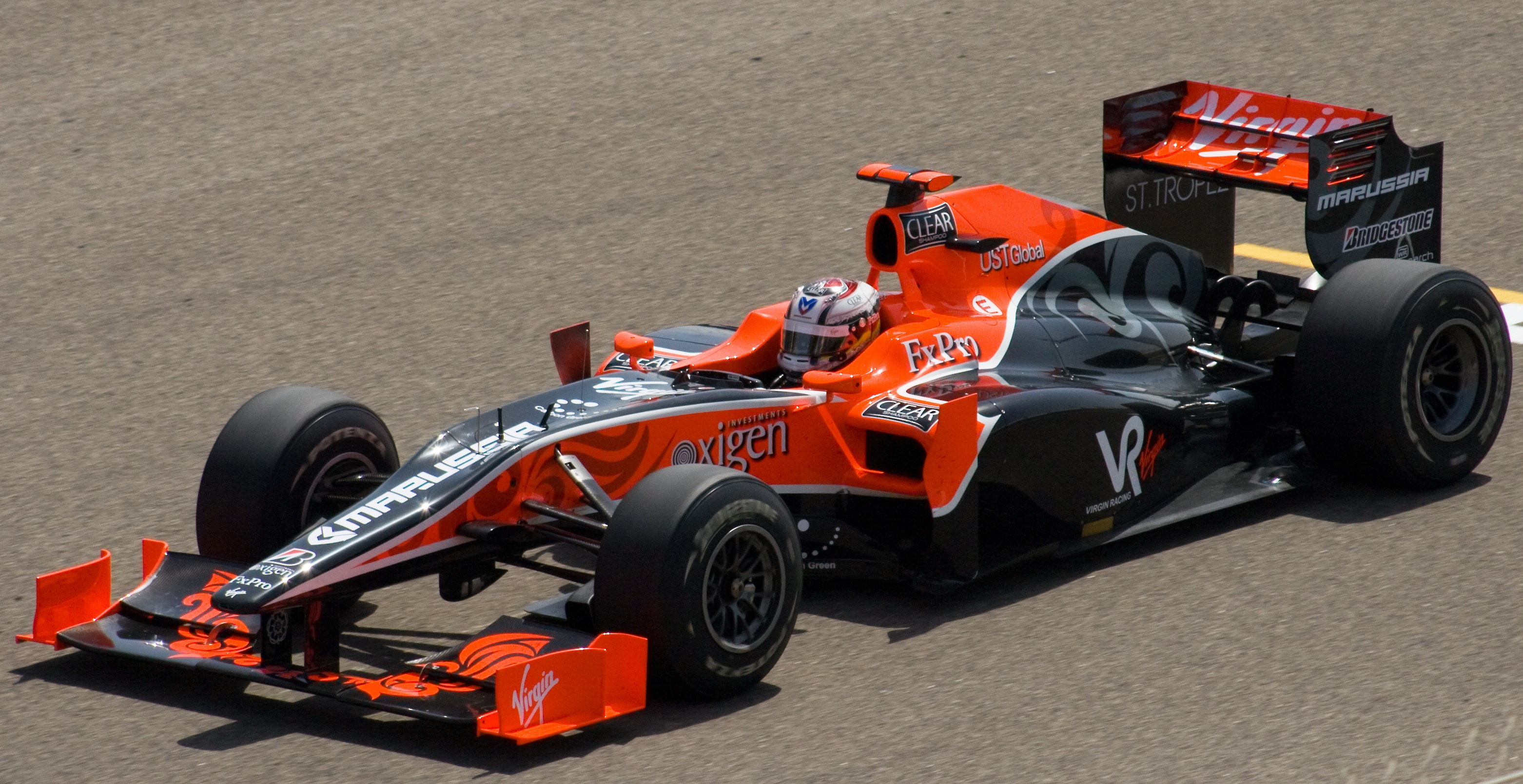
Timo Glock à bord de la Virgin VR-01 à Barheïn

L'équipe Virgin débute en F1 avec une voiture, la VR-01, développée uniquement à partir de simulations sur ordinateurs. Des doutes sont émis sur cette méthode, doutes confirmés par les performances médiocres des voitures, qui se qualifient à 6 secondes de la pole. De plus, les voitures abandonnent rapidement sur problème technique. Il faut attendre la Malaisie pour voir une Virgin terminer une course, ce qui permet à Nick Wirth de constater que les réservoirs sont trop petits pour disputer tout un Grand Prix normalement. La FIA autorise l'équipe à réaliser les modifications nécessaires qui sont installées en Espagne (sur la voiture de Glock) et en Turquie (sur celle de Di Grassi).
Durant la pause estivale, Virgin Racing déménage dans sa nouvelle usine de Banbury, qui appartenait anciennement au constructeur de voitures de sport Ascari. Malgré quelques progrès en fin de saison, l'équipe doit se contenter de la douzième et dernière place du championnat du monde des constructeurs, derrière HRT sans inscrire de point.

### 2011: Stagnation et restructuration

Logo de Marussia Virgin Racing en 2011

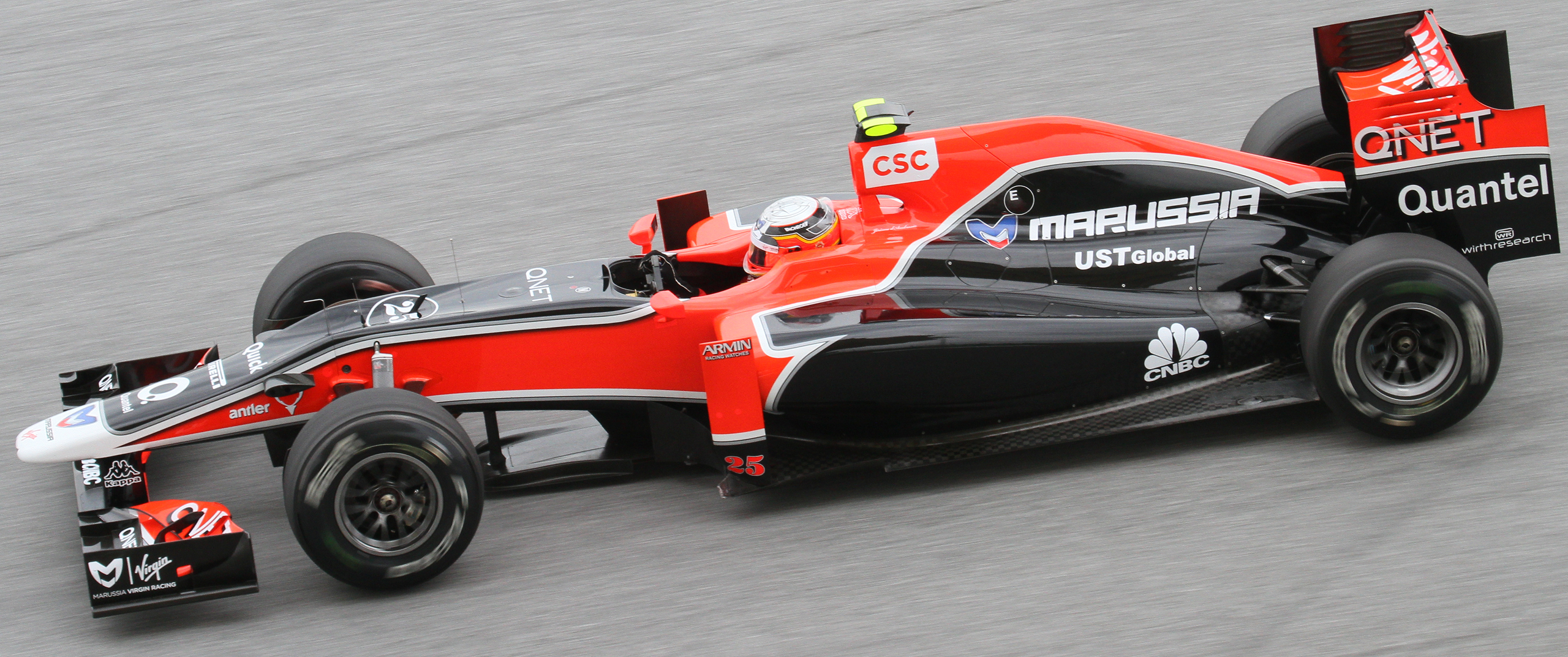
Jérôme d'Ambrosio à bord de la MVR-02 à Sepang en 2011

Fin 2010, le constructeur russe Marussia Motors devient actionnaire de l'écurie à hauteur de 40 %, et celle-ci est engagée pour 2011 sous le nom « Marussia Virgin Racing ». Timo Glock rempile, et sera épaulé par le jeune belge Jérôme d'Ambrosio. La monoplace MVR-02 est dévoilée le 7 février à Londres. De plus, l'ancien ingénieur de Renault, Pat Symonds devient consultant technique.
Toutefois, le début de saison est décevant ; les Virgin s'éloignent des Lotus dont elles étaient proches en 2010, et les HRT se sont rapprochées. Glock explique ces contre-performances par l'absence de passage en soufflerie. Les résultats ne s'améliorant pas, l'équipe prend la décision en juin de cesser sa collaboration avec Nick Wirth et sa société Wirth Research. Seuls les éléments en cours de développement seront installés sur la MVR-02. Pat Symonds, le consultant de l'équipe, se voit chargé de développer la voiture 2012. À la recherche d'une soufflerie, l'équipe signe un partenariat avec McLaren pour l'utilisation de ses infrastructures. Ces changements ne pouvant produire des effets qu'à moyen et long terme, l'équipe termine la saison en roue libre, en lutte avec les HRT, et comme en 2010, l'équipe se classe douzième et dernière du championnat.

### 2014-2021: championnat de Formule E FIA
De 2014 à 2021, Virgin participe au Championnat de Formule E sous le nom de Virgin Racing Formula E Team. L'écurie dirigée par le russe Alex Tai remporte deux victoires avec Sam Bird. 
En 2015, l'écurie est renommée DS Virgin Racing Formula E Team après un accord avec la marque DS Automobiles avec Sam Bird et Jean-Éric Vergne. 
En 2022, l'écurie est intégralement rachetée par Envision Energy et devient Envision Racing, ce qui marque la fin de l'ère Virgin en Formule E.

## Résultats en championnat du monde de Formule 1
| Saison | Écurie                 | Châssis       | Moteur      | Pneus       | Pilotes                      | Grands Prix disputés | Points inscrits | Classement |
| ------ | ---------------------- | ------------- | ----------- | ----------- | ---------------------------- | -------------------- | --------------- | ---------- |
| 2010   | Virgin Racing          | Virgin VR-01  | Cosworth V8 | Bridgestone | Timo Glock Lucas di Grassi   | 19                   | 0               | 12e        |
| 2011   | Marussia Virgin Racing | Virgin MVR-02 | Cosworth V8 | Pirelli     | Timo Glock Jérôme d'Ambrosio | 19                   | 0               | 12e        |

| Saison | Écurie                 | Châssis       | Moteur             | Pneumatiques | Pilotes           | Courses | Courses | Courses | Courses | Courses | Courses | Courses | Courses | Courses | Courses | Courses | Courses | Courses | Courses | Courses | Courses | Courses | Courses | Courses | Points inscrits | Classement |
| Saison | Écurie                 | Châssis       | Moteur             | Pneumatiques | Pilotes           | 1       | 2       | 3       | 4       | 5       | 6       | 7       | 8       | 9       | 10      | 11      | 12      | 13      | 14      | 15      | 16      | 17      | 18      | 19      | Points inscrits | Classement |
| --- | ---------------------- | ------------- | ------------------ | ------------ | ----------------- | ------- | ------- | ------- | ------- | ------- | ------- | ------- | ------- | ------- | ------- | ------- | ------- | ------- | ------- | ------- | ------- | ------- | ------- | ------- | --------------- | ---------- |
| 2010 | Virgin Racing          | Virgin VR-01  | Cosworth V8 CA2010 | Bridgestone  |                   | BAH     | AUS     | MAL     | CHI     | ESP     | MON     | TUR     | CAN     | EUR     | GBR     | ALL     | HON     | BEL     | ITA     | SIN     | JAP     | COR     | BRÉ     | ABU     | 0               | 12e        |
| 2010 | Virgin Racing          | Virgin VR-01  | Cosworth V8 CA2010 | Bridgestone  | Timo Glock        | Abd     | Abd     | Abd     | Np      | 18e     | Abd     | 18e     | Abd     | 19e     | 18e     | 18e     | 16e     | 18e     | 17e     | Abd     | 14e     | Abd     | 20e     | Abd     | 0               | 12e        |
| 2010 | Virgin Racing          | Virgin VR-01  | Cosworth V8 CA2010 | Bridgestone  | Lucas di Grassi   | Abd     | Abd     | 14e     | Abd     | 19e     | Abd     | 19e     | 19e     | 17e     | Abd     | Abd     | 18e     | 17e     | 20e*    | 15e     | Np      | Abd     | Nc      | 18e     | 0               | 12e        |
| 2011 | Marussia Virgin Racing | Virgin MVR-02 | Cosworth V8 CA2011 | Pirelli      |                   | AUS     | MAL     | CHI     | TUR     | ESP     | MON     | CAN     | EUR     | GBR     | ALL     | HON     | BEL     | ITA     | SIN     | JAP     | COR     | IND     | ABU     | BRÉ     | 0               | 12e        |
| 2011 | Marussia Virgin Racing | Virgin MVR-02 | Cosworth V8 CA2011 | Pirelli      | Timo Glock        | Abd     | 16e     | 21e     | Np      | 19e     | Abd     | 15e     | 21e     | 16e     | 17e     | 17e     | 18e     | 15e     | Abd     | 20e     | 18e     | Abd     | 19e     | Abd     | 0               | 12e        |
| 2011 | Marussia Virgin Racing | Virgin MVR-02 | Cosworth V8 CA2011 | Pirelli      | Jérôme d'Ambrosio | 14e     | Abd     | 20e     | 20e     | 20e     | 15e     | 14e     | 22e     | 17e     | 18e     | 19e     | 17e     | Abd     | 18e     | 21e     | 20e     | 16e     | Abd     | 19e     | 0               | 12e        |
| Légende |                        |               |                    |              |                   |         |         |         |         |         |         |         |         |         |         |         |         |         |         |         |         |         |         |         |                 |            |
| Légende : ici |                        |               |                    |              |                   |         |         |         |         |         |         |         |         |         |         |         |         |         |         |         |         |         |         |         |                 |            |
| - * le pilote n'a pas fini la course, mais a été classé parce qu'il a parcouru plus de 90 % de la distance de la course. |                        |               |                    |              |                   |         |         |         |         |         |         |         |         |         |         |         |         |         |         |         |         |         |         |         |                 |            |

## Résultats en championnat de Formule E FIA
| Saison    | Écurie                 | Châssis | Pilotes                                 | Nombre de e-prix | Victoires | Podiums | Pole positions | Meilleurs tours | Points | Classement |
| --------- | ---------------------- | ------- | --------------------------------------- | ---------------- | --------- | ------- | -------------- | --------------- | ------ | ---------- |
| 2014-2015 | Virgin Racing          | SRT01E  | Sam Bird Jaime Alguersuari Fabio Leimer | 11               | 2         | 3       | 0              | 2               | 133    | 5e         |
| 2015-2016 | DS Virgin Racing       | DSV-01  | Sam Bird Jean-Éric Vergne               | 10               | 1         | 4       | 3              | 0               | 146    | 3e         |
| 2016-2017 | DS Virgin Racing       | DSV-02  | Sam Bird José-Maria Lopez Alex Lynn     | 12               | 2         | 6       | 2              | 2               | 190    | 4e         |
| 2017-2018 | DS Virgin Racing       | DSV-03  | Sam Bird Alex Lynn                      | 12               | 2         | 6       | 0              | 1               | 160    | 3e         |
| 2018-2019 | Envision Virgin Racing | FE05    | Sam Bird Robin Frijns                   | 13               | 3         | 6       | 1              | 1               | 191    | 3e         |
| 2019-2020 | Envision Virgin Racing | FE06    | Sam Bird Robin Frijns                   | 11               | 1         | 4       | 0              | 1               | 121    | 4e         |
| 2020-2021 | Envision Virgin Racing | FE07    | Robin Frijns Nick Cassidy               | 15               | 0         | 4       | 3              | 2               | 165    | 5e         |